# Schwarzkehl-Hakenschnabel
Der Schwarzkehl-Hakenschnabel (Diglossa brunneiventris) ist eine Vogelart aus der Familie der Tangaren (Thraupidae). Die Art hat ein großes Verbreitungsgebiet, das die südamerikanischen Länder Kolumbien, Peru, Bolivien und Chile umfasst. Der Bestand wird von der IUCN als nicht gefährdet (Least Concern) eingeschätzt.

## Merkmale

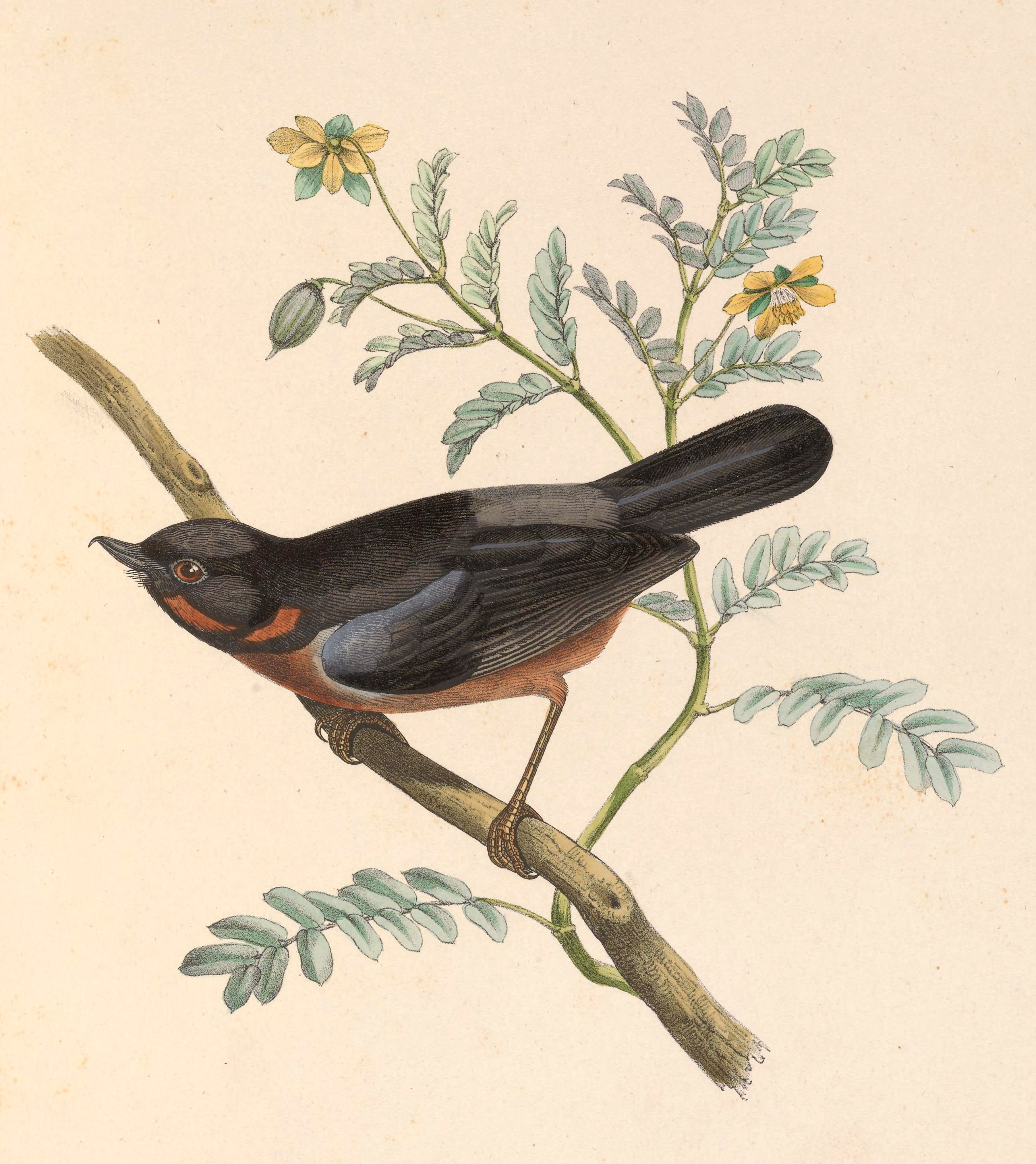
Schwarzkehl-Hakenschnäbel, Zeichnung von 1849

Der Schwarzkehl-Hakenschnabel erreicht eine Körperlänge von etwa 14 Zentimetern. Der nach oben gewandte schwarze Schnabel hat eine hakenförmige Spitze. Die Oberseite, die Kopfseiten und die Kehle sind schwarz, während die Schultern und der Bürzel blaugrau sind. Die Unterseite sowie die Wangenstriche sind rotbraun bis kastanienfarben. Die blassgrauen Seiten werden an den Flanken hellgrau. Es besteht bei dieser Art kein ausgeprägter Geschlechtsdimorphismus.
Immature sind auf der Oberseite dunkelolive und weisen dunkle Streifen auf. An den schwärzlichen Flügeln finden sich zwei eng zusammenliegende Striche. Die braungelbe Unterseite ist an Kehle, Brust und Bauch ebenfalls von Streifen durchzogen. Juvenile gleichen den Immaturen, weisen aber nicht die Brauntönung auf der Oberseite auf und haben bleichere Schnäbel.

## Verbreitung und Lebensraum

Verbreitungsgebiet des Schwarzkehl-Hakenschnabels (grün)

Sie bewegen sich in feuchten bis relativ trockene Zonen, doch bevorzugen sie trockenere Gebiete mit kargen Böden, und ersetzen in diesen Lebensräumen oft den Barthakenschnabel. Man sieht sie kaum am Boden oder in den oberen Baumschichten. Meist bewegen sie sich in den mittleren Stratifikationsschichten in niedrigem Berggestrüpp, Hängen mit zu den Schwarzmundgewächsen gehörenden Brachyotum-Büschen, Gynoxys-Gestrüpp oder Sekundärvegetation und Gärten. Außerdem kann man sie an Polylepis und hin und wieder sogar an Eukalypten entdecken. Sie sind an den Osthängen der Anden an Waldrändern und Baumgrenzen in Höhen zwischen 2000 und 4300 Meter allgegenwärtig.

## Verhalten
Normalerweise sieht man diesen Schieferhakenschnabel in Paaren oder kleineren Gruppen, wobei sie sich nur äußerst selten mit anderen Arten vermischen. Sie suchen aktiv im Dickicht von Büschen nach Nahrung, wo sie sich auch zumeist aufhalten. In dieser Vegetation hangeln sie sich von Ast zu Ast auf und ab. Bei der Suche nach Nektar durchbohren sie mit ihrem Schnabel die Blumenkronen meist von Schwarzmundgewächsen. Sie sind sehr territorial und verscheuchen Artgenossen, aber auch andere Arten wie beispielsweise den Maskenhakenschnabel. Saisonal scheinen sie zwischen verschiedenen Höhenlagen zu migrieren. Ihr napfförmiges Nest bauen sie aus Gras, Moos und Espeletia.

## Unterarten
Es sind zwei Unterarten beschrieben, die sich vor allem in ihrer Färbung und ihrem Verbreitungsgebiet unterscheiden:
- Diglossa brunneiventris brunneiventris Lafresnaye, 1846.[2] Die Nominatform kommt vom zentralen Cajamarca in Peru bis nach Chile in die Región de Tarapacá  und in Bolivien ins Departamento La Paz vor.
- Diglossa brunneiventris vuilleumieri Graves, 1980.[3] Die Distanz zur Nominatform ist mit fast 1500 Kilometer Entfernung zu den Nordanden Kolumbiens relativ groß.[4] Hier kommen sie in den Westanden im Departamento Antioquia in der Cordillera de Paramillo und Páramo Frontino vor. Außerdem sind sie in Zentralanden nahe Medellín in den Gemeinden Angelópolis, Santa Elena und Hacienda Zulaiba präsent. Die Subspezies ist etwas kleiner als die Nominatform.

## Kladistik
Zusammen mit dem Schwarzhakenschnabel (Diglossa humeralis), dem Méridahakenschnabel (Diglossa gloriosa) und dem Graubauch-Hakenschnabel (Diglossa carbonaria) bildet er eine Superspezies.

## Etymologie und Forschungsgeschichte
Ursprünglich beschrieb Frédéric de Lafresnaye den Schwarzkehl-Hakenschnabel unter dem heutigen Namen Diglossa brunneiventris. Als Sammelort gab er Peru an. Im Jahr 1832 führte Johann Georg Wagler den neuen Gattungsnamen Diglossa für den Zimtbauch-Hakenschnabel (Diglossa baritula) ein. Dieser Name setzt sich aus »di-, dis, duo δι-, δις, δυο« für »doppelt, zweifach, zwei« und »glōssa γλωσσα« für »Zunge« Der Artname ist ein Wortgebilde aus dem lateinischen »brunneus, brunius« für »braun« und »venter, ventris« für »Bauch«. Vuilleumieri widmete Graves dem ehemaligen Kurator des American Museum of Natural History und Experten für die Vogelwelt der Anden François Vuilleumier (1938–2017).